# Острови Шеперд
Острови Шеперд — група островів, розташована між більшими островами Епі та Ефате в провінції Шефа (Вануату). Загальна площа території становить 88 квадратних кілометрів (34 квадратних милі). Капітан Кук назвав їх на честь Ентоні Шеперда, британського астронома та друга Кука.
З півночі на південь розташовані основні острови: Лайка, Тонгоа (Кувае), Бунінга (Мбінінг), Евосе, Фалеа, Тонгарікі (Атонг), Емае (Маї), Макура (Емве), Матасо (Матах) і Монумент (Етарік). Емае і Тонгоа є найбільшими островами в групі.
Регіон включає два підводних вулкани Кувае і Макура. Острови в основному розташовані в контурах кальдер цих вулканів. Найвищий з островів Емае, на висоті 644 метри (2113 футів) над рівнем моря, Тонгарікі також вище 500 метрів (1640 футів).

## Населення
За переписом 2009 року населення становило 3634 особи. Острови Шеперд досить густонаселені. Господарської діяльності мало, хоча рибальство дуже добре розвивається. Багато людей переїжджають до Порт-Віла, щоб знайти роботу.
Більшість островів населені меланезійцями, як і більшість Вануату, але Емае та Макура є полінезійськими. Крім Емае, де розмовляють футунічною мовою, згідно з Ethnologue, на інших островах розмовляють двома мовами: північна Ефате, якою розмовляють на Тонгоа; і Намакура, розмовляють на Матасо, Макура, Тонгоа та Тонгарікі. Всі вони також поширені на острові Ефате і тісно пов'язані між собою та іншими мовами Ефате та центрального Вануату в мовній групі мов Центрального Вануату.